# 加雷·加勒特
加雷·加勒特 （英語：Garet Garrett, 1878年2月19日—1954年11月6日）是一位美国专栏作家和记者，他以反对罗斯福新政和美国卷入第二次世界大战而闻名。

## 生平
1878年出生在美国伊利诺伊州帕納，出生名愛德華·彼得·加勒特（Edward Peter Garrett），在农场长大，1898年搬去华盛顿哥伦比亚特区，在时任美国总统威廉·麦金莱管理下作新闻播报员，改名为Garet。1900年搬去纽约市作财经新闻播报员，1910年成为《纽约晚邮报》（现《纽约邮报》）的财经播报员，1915年成为《纽约时报》编辑。1916年成为《纽约论坛报》的执行编辑。1922年至1942年担任《星期六晚邮报》的经济新闻主要作家。一生撰写过13本著作。

## 著作
- 《The Driver》，EP達頓出版社，1922年，ISBN 9780341809098
- 《A bubble that broke the world》，1932年，ISBN 9780870341212
- 《The American Story》，1950年2月，ISBN 9781610161763
- 《The wild wheel》，1952年
- 《Harangue》，2007年，ISBN 9781933550534
- 《压垮世界的泡沫》，法律出版社，2010年12月，ISBN 9787511814098
- 《金钱生长的地方》，法律出版社，2011年3月，ISBN 9787511815606
- 《美國金融泡沫史》，2014年4月，ISBN 9787806919040